# Gastón Verón
Gastón Nicolás Verón (Puerto Vilelas, 23 aprile 2001) è un calciatore argentino, attaccante del Central Córdoba (SdE) in prestito dall'Argentinos Juniors.

## Caratteristiche tecniche
È un centravanti.

## Carriera

### Club
Cresciuto nelle giovanili dell'Argentinos Juniors, ha esordito in prima squadra il 28 gennaio 2018 in occasione del match di campionato vinto 2-0 contro il San Martín (SJ).

## Statistiche

### Presenze e reti nei club
Statistiche aggiornate al 14 maggio 2025.
| Stagione                  | Squadra                   | Campionato                | Campionato | Campionato | Coppe nazionali | Coppe nazionali | Coppe nazionali | Coppe continentali | Coppe continentali | Coppe continentali | Altre coppe | Altre coppe | Altre coppe | Totale | Totale | Totale |
| Stagione                  | Squadra                   | Comp                      | Pres       | Reti       | Comp            | Pres            | Reti            | Comp               | Pres               | Reti               | Comp        | Pres        | Reti        | Pres   | Reti   |        |
| ------------------------- | ------------------------- | ------------------------- | ---------- | ---------- | --------------- | --------------- | --------------- | ------------------ | ------------------ | ------------------ | ----------- | ----------- | ----------- | ------ | ------ | ------ |
| 2017-2018                 | Argentinos Juniors        | PD                        | 2          | 0          | CA              | 2               | 0               | -                  | -                  | -                  | -           | -           | -           | 4      | 0      |        |
| 2018-2019                 | Argentinos Juniors        | PD                        | 11         | 1          | CA+CdS          | 0               | 0               | CS                 | 0                  | 0                  | -           | -           | -           | 11     | 1      |        |
| 2019-2020                 | Argentinos Juniors        | PD                        | 0          | 0          | CA              | 0               | 0               | -                  | -                  | -                  | -           | -           | -           | 0      | 0      |        |
| 2020                      | Estudiantes (BA)          | BN                        | 2          | 0          | CA              | 0               | 0               | -                  | -                  | -                  | -           | -           | -           | 2      | 0      |        |
| 2021                      | Estudiantes (BA)          | BN                        | 13         | 2          | CA              | 1               | 0               | -                  | -                  | -                  | -           | -           | -           | 14     | 2      |        |
| Totale Estudiantes (BA)   | Totale Estudiantes (BA)   | Totale Estudiantes (BA)   | 15         | 2          |                 | 1               | 0               |                    | -                  | -                  |             | -           | -           | 16     | 2      |        |
| 2021                      | Argentinos Juniors        | PD                        | 0          | 0          | CA+CdL          | 0               | 0               | CL                 | 0                  | 0                  | -           | -           | -           | 0      | 0      |        |
| 2022                      | Argentinos Juniors        | PD                        | 26         | 6          | CA+CdL          | 2+12            | 0+1             | -                  | -                  | -                  | -           | -           | -           | 40     | 7      |        |
| 2023                      | Argentinos Juniors        | PD                        | 24         | 0          | CA+CdL          | 2+4             | 2+0             | CL                 | 8                  | 0                  | -           | -           | -           | 38     | 2      |        |
| 2024                      | Argentinos Juniors        | PD                        | 17         | 0          | CA+CdL          | 2+14            | 0+2             | CS                 | 5                  | 1                  | -           | -           | -           | 38     | 3      |        |
| Totale Argentinos Juniors | Totale Argentinos Juniors | Totale Argentinos Juniors | 80         | 7          |                 | 38              | 5               |                    | 13                 | 1                  |             | -           | -           | 131    | 13     |        |
| 2025                      | Central Córdoba (SdE)     | PD                        | 14         | 4          | CA              | 1               | 0               | CL                 | 4                  | 2                  | SA          | -           | -           | 19     | 6      |        |
| Totale carriera           | Totale carriera           | Totale carriera           | 109        | 13         |                 | 40              | 5               |                    | 17                 | 3                  |             | -           | -           | 166    | 21     |        |